# Comitè Permanent Interestatal per a la Lluita contra la Sequera al Sahel

El Comitè Permanent Interestatal per a la Lluita contra la Sequera al Sahel (CILSS) és una organització internacional que reagrupa els països del Sahel.
Va ser creat el 1973, durant la primera gran sequera a la regió amb la finalitat de mobilitzar a les poblacions del Sahel i la comunitat internacional entorn de l'ajuda d'urgència i de l'aposta en marxa dels programes en diferents temes: agricultura pluvial, hidràulica, medi ambient, transport, comunicació. El 1995 va centrar les seves activitats entorn de la seguretat alimentària i a la gestió dels recursos naturals.
La secretaria executiva està a Ouagadougou (Burkina Faso). El centre agrohidromètric (AGRHYMET) creat per l'Organització Meteorològica Mundial, està a Niamey (Níger) i l'Institut del Sahel, centre de recerca agrosocioeconòmica i sobre la «població i el desenvolupament», està situat a Bamako (Mali).
Des del 26 de juliol de 2013 el secretari executiu del CILSS és Djimé Adoum, del Txad, que va succeir el malià Alhousseïni Bretaudeau i que va estar sis anys al capdavant d'aquesta organització.

## Llista de països membres
- Benín
- Cap Verd
- Costa d'Ivori
- Gàmbia
- Guinea
- Guinea Bissau
- Mali
- Mauritània
- Níger
- Senegal
- Txad
- Togo